# Коровино (Підосиновський район)
Коро́вино (рос. Коровино) — присілок у складі Підосиновського району Кіровської області, Росія. Входить до складу Яхреньзького сільського поселення.
Населення становить 1 особа (2010, 4 у 2002).
Національний склад станом на 2002 рік — росіяни 100 %.